# (3671) Dioniso
(3671) Dioniso es un asteroide que forma parte de los asteroides Amor y fue descubierto por Eugene Merle Shoemaker y Carolyn Jean S. Shoemaker el 27 de mayo de 1984 desde el observatorio del Monte Palomar, Estados Unidos.

## Designación y nombre
Dioniso se designó inicialmente como 1984 KD.
Posteriormente, en 1988, recibió su nombre de Dioniso, un dios de la mitología griega.

## Características orbitales
Dioniso está situado a una distancia media del Sol de 2,198 ua, pudiendo alejarse hasta 3,389 ua y acercarse hasta 1,006 ua. Su inclinación orbital es 13,55 grados y la excentricidad 0,5422. Emplea 1190 días en completar una órbita alrededor del Sol.
Dioniso es un asteroide cercano a la Tierra que pertenece al grupo de los asteroides potencialmente peligrosos.
Los próximos acercamientos a la órbita terrestre ocurrirán el 29 de mayo de 2072, el 18 de junio de 2085 y el 23 de junio de 2147.

## Características físicas
La magnitud absoluta de Dioniso es 16,4. Emplea 2,705 horas en completar una vuelta sobre su eje y tiene un diámetro de 1,5 km. Se estima su albedo en 0,16. Dioniso está asignado al tipo espectral Cb de la clasificación SMASSII.

## Satélite
En 1997, un equipo de astrónomos del Observatorio Europeo Austral anunció que las observaciones de las curvas de luz indicaban la presencia de un pequeño satélite orbitando Dioniso, que se denominó S/1997 (3671) 1. Esta luna mide 300 metros de diámetro, y orbita a 3,6 km de Dioniso con una excentricidad de 0,07 y un período orbital de 27,72 horas.